# هاروتیون مرمریان
هاروتیون گئورگی مرمریان (ارمنی: Հարություն Գևորգի Մրմրյան؛  زادهٔ ۱۸۶۰ - درگذشته ۲۱ ژوئیهٔ ۱۹۲۶)، نویسنده و تاریخ‌نگار اهل ارمنستان بود.

## زندگی‌نامه
وی در ۱۸۶۰ در کنستانتینوپل به دنیا آمد .  وی در ۲۱ ژوئیه ۱۹۲۶ در سن ۶۶ سالگی در کنستانتینوپل درگذشت.